# قائمة شخصيات ريد ديد ريدمبشن 2

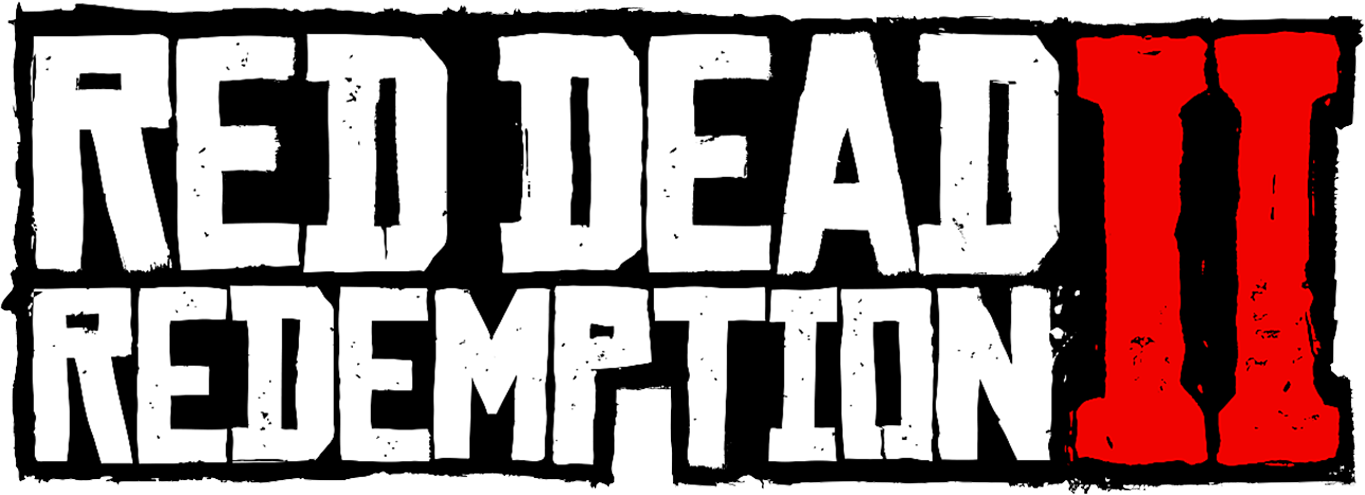
شعار لعبة ريد ديد ريدمبشن 2

ريد ديد ريدمبشن 2 لعبة مغامرات ذات طابع غربي تم تطويرها ونشرها بواسطة روكستار جيمز، تدور القصة حول آرثر مورغان، وهو رجل خارج عن القانون وعضو في عصابة فان دير ليند. بقيادة داتش فان دير ليند، تحاول العصابة البقاء على قيد الحياة ضد القوات الحكومية والعصابات المتنافسة.

## عصابة فان دير ليندي

### داتش فان دير ليند
ولد داتش فان دير ليند في عام 1855 لأب هولندي لم يتم ذكر أسمه وأم إنجليزية تدعى جريتا الذي توفيت في عام 1881 ودفنت في بلاكووتر، لايوجد الكثير من المعلومات عن أيام شبابه سوى القليل، قاتل والد داتش من أجل الاتحاد في الحرب الأهلية الأمريكية وتوفي في معركة يقال انها معركة جيتيسبيرغ، يقال ان داتش غادر منزله وهو بسن 15 سنة فقط، كان داتش يحترم الحرية وكان يحلم بعيش حياة مستقلة، في بداية حياته الإجرامية كان لديه علاقة مع زعيم عصابة يدعى كولم أودريسكول، في منتصف سبعينيات القرن التاسع عشر عثر داتش وصديقه كولم على شخص يدعى هوسيا ماثيوز، لاحقاً قرر داتش وهوسيا الدخول في شراكة لأنشاء عصابتهم الخاصة، لاحقاً انضم معهم آرثر مورغان وجون مارستون وابيغيل روبرت وخافيير أسكويلا وبيل وليامسون ومايكا بيل، لاحقاً بدأت عصابة داتش معاداة عصابة الأودريسكول بعدما قام داتش بقتل أخ كولم وبعدها قتل كولم حبيبة داتش أنابيل مما أدى إلى حرب بين جميع العصابات، كان داتش وعصابته يسرقون الأغنياء الذين لديهم الكثير من المال ويقومون بأعطاءه للفقراء والمحتاجين.

### آرثر مورغان
ولد آرثر مورغان في عام 1863م في شمال الولايات المتحدة، والده هو لايل مورغان ووالدته هي بياتريس مورغان توفيت والدته عندما كان آرثر بسن صغير، كان والده مجرم وخارج عن القانون وتم القبض على والده بتهمة السرقة عندما كان آرثر يبلغ 11 سنة في عام 1874، في عام 1877 اختاره داتش فاند دير ليند لينضم لعصابته بعدها أصبح آرثر أهم الشخصيات في عصابة داتش فاند دير ليند، في فترة ما خلال شبابه التقى آرثر بفتاة تدعى ماري غيليس وكان الاثنان في حالة حب عميق لكن فضل آرثر حياة الجريمة والذي تسبب في فشل علاقتهما، لاحقاً التقى آرثر ونام مع نادلة شابة تدعى إليزا مما أدى إلى حملها مع ابنهما إسحاق، عرفت إليزا ما هو آرثر لكنها قبلت أي دعم قدمه لها ولأبنهما، كان آرثر يزور إليزا وإسحاق كل بضعة أشهر ويبقى معهم لعدة أيام في كل مرة، في أحد الأيام وصل آرثر إلى منزلهم ورأى صليبين في الخارج، عرف آرثر أنهما ماتا وعلم لاحقًا أنه تم قتلهما على يد لصوص مقابل عشرة دولارات، منذ ذلك الوقت ولم يتأقلم آرثر أبدًا مع الألم، توفي آرثر بعد مدة طويلة عندما كان يبلغ 36 سنة بمرض السل.

### جون مارستون
في سنوات شبابه كان جون خارجًا عن القانون في عصابة «فان دير ليندي» الشهيرة، حيث ارتكب جرائم متعددة. بعد سقوط العصابة وحلها في نهاية المطاف في عام 1899، حاول ترك حياته الإجرامية وراءه ليصبح مربى مواشي ورجل عائلة حقيقي. بعد اثني عشر عامًا من الاختباء، تم معرفة مكانه وتعيينه في النهاية لدى مكتب تحقيقات الشرطة، في عام 1911 وأضطر إلى البحث عن زملائه الثلاثة السابقين في العصابة وجلبهم إلى العدالة مقابل حريته وعائلته التي أخذتهم الحكومة كرهائن.

### هوشيا ماتثوز
كان هوشيا فنانا، ولصا بارع، وهو من أقرب اصدقاء داتش وكان ذراعة الأيمن لأكثر من عشرين عامًا. ذكي وسريع البديه، يمكنه الدخول والخروج من بعض المواقف بكل سلاسة وفطنة.

### بيرسون
جزار المخيم وطاهيه، عمل بيرسون لفترة قصيرة في البحرية التي يحب التحدث عنها كثيرا وبصوت عال، متهور، وينكر المنعطف الكبير الذي سارت له حياته.

### أبيجيل روبرتس
أبيجيل روبرتس هي زوجة جون مارستون وأم جاك أبيجيل يتيمة منذ الطفولة. تم تقديمها للعصابة حوالي عام 1894 من قبل العم.غالبًا ماتقوم أبيجيل بمساعدة العصابة، بما في ذلك تشتيت انتباه الحراس أثناء سرقة العصابة للبنك في ليموين وسرقة جثة هوشع من الشرطة بعد وفاته. تحاول أيضًا الانضمام إلى آرثر وسادي أثناء قيامهما بإنقاذ جون من السجن، لكنهما رفضا. تم اختطاف أبيجيل لاحقًا من المعسكر على يد العميل ميلتون. حاول آرثر وسادي إنقاذها.

### بيل ويليامسون
كان في الجيش ولكنه طرد بشكل مخزي، دائما يتصرف ثم يفكر لاحقا لكنه قوي ومخلص ومستعد دائما للقتال.

### تشارلز سميث
انضم تشارليز حديثا إلى العصابة وهو شخص هادئ ومُحافظ من أب افريقي و ام من الهنود الحُمر يتمتع بكفاءة عالية في التخفي و الصيد و القتال ،وهو مخلص و صاحب مبادئ و قاتل محترف، ولديه أيضاً بنية جسد قوية 

### خافيير سكويلا
وُلد خافيير في نويفو بارايسو بالمكسيك، وأُجبر على الفرار بعد مقتل مسؤول عسكري رفيع المستوى. انضم إلى عصابة داتش قبل حوالي أربع سنوات من أحداث اللعبة، خلال أحداث اللعبة في عام 1899، انضم خافيير إلى ارثر في عدة مناسبات، بما في ذلك البحث عن جون وسرقة قطار كورنوال وإنقاذ شون. شارك خافيير في سرقة بنك سانت دينيس، وبعد ذلك تحطمت سفينته في غوارما مع بعض أعضاء العصابة الآخرين. وهناك أصيب برصاصة في ساقه وأسره الجنود لكن داتش وآرثر أنقذه لاحقًا. عند عودة المجموعة إلى أمريكا يواصل خافيير المساعدة في عمليات السطو.

### سايدي أدلر
فتاة أرملة متلهفة على الانتقام من الذين قتلوا زوجها. لاتكل ولا تخاف من أي شيء ولا تخاف من أي أحد لكنها مخلصة جداً لأولئك الذين تحبهم.

### شون ماكجواير
لص صاخب إيرلندي شاب ورجل يعد أحد المجرمين والمنشقين السياسيين. يريد دائما ان يكون جزء من العمل ويؤمن بنفسه … ربما أكثر من اللازم.

### سوزان جريمشو
انها بمثابة الحاكم والرئيس للمعسكر ومن دونها كان المعسكر سينهار منذ سنوات، عنيدة وقوية ولا يهدها أي شيء.
الاستنتاج مرحبا مليون مبروك يا غالي. 

### القس سوانسون
هو طبيب العصابة والمسؤول عن صحة الاعضاء

### ليوبولد ستروز
ينحدر من اصول نمساويه، وهو مسؤول عن الاحتفاظ بكتب العصابة وتشغيل عملية توزيع الاموال. وهو رجل جاد، شاذ إلى حد ما وغير عاطفي.

### انكيل (العم)
شخصية ستراها دائما بجوارك إذا كان معك “خمر مفتوح” وشخصية كسولة جداً لا يحب العمل حتى ان داتش اراد قتله منذ سنوات.

### جوشوا تريلاويني
هي شخصية متحضرة ومتوهج، محتال ومخادع، وكذلك يعد شخص صعبة جدا لكنه دائما قادر على جلب ادلة جيدة.

### كارين جونز
فنانة في الخداع واصبعها دائما على الزناد، تحب شرب الخمر ومشاركة الاخرين، شقراء ومملوئة بالمرح وتحب حياة الخارجين عن القانون وليس لها أي شيء غير ذلك.

### جاك مارستون
نما جاك مع العصابة، الجميع بذل قصارى جهدهم لحمايته من العناصر الشائنة، وخاصة والدته أبيجيل. يحب كل شيء عن الطبيعة والحياة في الهواء الطلق، دائما مراقب بعناية من قبل العديد من العمات والأعمام.

## دعم الشخصيات
واجهت العصابة العديد من الحلفاء طوال اللعبة، بما في ذلك شريك آرثر السابق، ماري لينتون، زعيم تمرد غوارمان هيركول فونتين، ونقيب مشاة الولايات المتحدة ليندون مونرو.

### عائلة داونز
تتكون عائلة داونز من توماس وإديث وابنهما أرشي. حصل توماس على قرض من ليوبولد ستراوس بسبب مشاكله المالية؛ يتم إرسال آرثر لتحصيل القرض من توماس ويضرب ارثر توماس باستمرار حتى تتدخل إديث. بعد وفاة توماس بسبب السل، يعود آرثر ويحصل على ما تبقى من القرض من إديث. تبتعد هي وأرشي عن منزلهما وتصبح في النهاية غير مستقرة ماليًا. تم تشخيص آرثر لاحقًا بمرض السل الذي أصيب به من توماس. يواجه آرثر إديث وهي تمارس الدعارة في سانت دينيس وأنيسبرغ. بعد أن أنقذ ابنها من التعرض للتنمر، ذهب آرثر إلى إديث وأقنعها بالعودة إلى المنزل. آرثر يعرض عليها وأرشي المال ويطلب منهم أن يبدأوا حياة جديدة تقبل إديث المال والنصيحة، وتسامح آرثر قبل ان يغاد. بعد ثماني سنوات، في عام 1907 تمتلك كل من إديث وارشي العديد من الشركات ويبدو أنهما أكثر ثراءً.

## الخصوم
خلال اللعبة تؤدي الأعمال الإجرامية للعصابة إلى صراع مستمر مع قوى متصارعة مختلفة بما في ذلك قطب النفط الثري كورنوال الذي أصبحت أصوله هدفًا للعصابة. رداً على ذلك، قام بتجنيد فريق من العملاء من وكالة بينكرتون للتحقيقات، بقيادة العميل أندرو ميلتون وعميله إدغار روس لمطاردة العصابة. وتواجه العصابة أيضًا سيد الجريمة الإيطالي المقيم في سانت دينيس أنجيلو برونتي.

### أنجيلو برونتي
أنجيلو برونتي هو رجل أعمال إيطالي ثري وسيد جريمة من سانت دينيس.

### كورنوال
كورنوال رجل ثري مسؤول عن العديد من الأعمال التجارية. بينما كانت العصابة مختبئة في الجبال، قاموا بسرقة قطار تابع لكورنوال رداً على ذلك، يمول كورنوال وكالة البنكرتون لإسقاط العصابة. يتتبع كورنوال داتش في فالنتين وتكتشف العصابة ان كورنوال لديه علاقات تجارية وثيقة مع Fussar بسبب مزارع السكر في جزيرة جوارما. كورنوال مسؤول أيضًا عن إبعاد هنود وابيتي عن محمياتهم بحثًا عن النفط. في أنيسبرج، عقد كورنوال لقاء قصيرًا مع عميلي بنكيرتون ميلتون وروس، وبخهما لعدم إحراز تقدم في القبض على العصابة ولكن فان دير لاند قتله بعد اللقاء.